# 絶縁階級
絶縁階級（ぜつえんかいきゅう）は電気機械、エンジン、トランスのコイル間絶縁やハウジング、鉄心との絶縁に適用される。
電気製品が発生する高温は、絶縁に影響を与え、絶縁破壊をもたらすこともある。絶縁材料は温度別にクラス分けされ、アルファベットが与えられている。装置の運転時に各々の温度を越えてはならない。
この温度は、運転時に許容される最高温度である。下記の値は各々の絶縁材料が融解または分解する温度を示す。
- 絶縁階級
  - Y : 90℃
  - A : 105℃
  - E : 120℃
  - B : 130℃
  - F : 155℃
  - H : 180℃
  - C : > 180℃

産業用の電動機では、通常FまたはHが使用される。
JIS C4003:2010 「電気絶縁 - 熱的耐久性評価 及び 呼び方」では耐熱クラスと称しており、次の種類が定められている。各数字は、最高使用温度（℃）を表す。
- 90 (Y)
- 105 (A)
- 120 (E)
- 130 (B)
- 155 (F)
- 180 (H)
- 200 (N)
- 220 (R)
- 250